# Tontos (Operita)
Tontos (Operita) es el tercer álbum de estudio de la banda argentina Billy Bond y La Pesada del Rock and Roll, lanzado a fines de 1972 por Music Hall. 
El disco, sugestivamente subtitulado 20 de octubre de 1972 † - Por Billy Bond y La Pesada del Rock, Volumen 3 - Había una vez, surgió como una reacción del grupo en respuesta a los graves incidentes ocurridos el día mencionado en el Estadio Luna Park de Buenos Aires, durante los cuales parte de las instalaciones fueron destruidas por los asistentes, con la subsiguiente intervención de la policía, suspensión del concierto y arresto de Billy Bond y parte del público.

## Contexto previo: los disturbios del "Luna Park"
El viernes 20 de octubre de 1972 se organizó en el Luna Park un multitudinario festival de rock, con La Pesada y artistas amigos: Pescado Rabioso, Litto Nebbia y su grupo Huinca, Aquelarre, Color Humano y Pappo's Blues, en el marco de las Jornadas para la juventud.
Las razones por las cuales el concierto derivó en caos, violencia y destrozos son confusas. 
La crónica del diario La Razón de Buenos Aires, al día siguiente, describía los eventos bajo una óptica conservadora, ilustrando la noticia con apocalípticas fotos de los destrozos:

«Menos música, hubo de todo en el festival de rock que debía realizarse anoche en el Luna Park. 
Nutridos grupos de jóvenes luciendo inverosímiles atuendos provocaron mayúsculo desorden. 
La verja que separa las plateas de la popular cayó derribada ante el entusiasmo de los "fans". También fueron arrasadas las verjas que protegen la entrada al estadio. Tito Lectoure recibió un ladrillazo y Billy Bond fue arrestado. Gases, vidrieras destrozadas y 25 detenidos.» ("La Razón", 21/10/1972)

Por otra parte, Billy Bond se refería a estos eventos años más tarde durante una entrevista:

«Lo del Luna Park es una historia bien concreta. Eran momentos de represión, eran momentos en que el sistema estaba apretando mucho, era una cosa muy pesada, el rocanrol era una cosa absolutamente marginal, era una cosa que era de otro mundo y te trataban como si fueras guerrillero.
Tito Lectoure accede por dinero a ceder el Luna Park, es decir, vos abrís tu casa para que venga alguien a comer: cuando vos convidás a alguien o hacés un negocio con alguien, ya sabés lo que es el tipo, si no no lo invitás. 
Nos invitó a hacer este show, en una casa que es una carnicería porque es un lugar donde se boxea, donde la gente se pega y sangra, se mata. Es un lugar super violento y el rock de alguna manera no era violento, era una cosa mucho más apacible (...) Cuando llegó la hora del show la policía que ya estaba avisada, entró en medio del show y empezó a pegarle a los chicos. Eran momentos de mucha tensión, era una época muy pesada (...) Empezó pacíficamente, empezó así tipo "la violencia trae la violencia, paren muchachos" pero hubo un momento en que no aguantó más la cosa y los chicos rompieron todo, y acabó en eso que todo el mundo sabe que acabó, que fue un desastre. Pero el desastre fue provocado por quién lo provocó, yo no lo provoqué el desastre, el desastre se provocó solo porque Tito Lectoure lo provocó, Lectoure llamó a la policía y la policía ya entró dando palazos...» (Billy Bond)

## El disco
También conocido como "Volumen 3", Tontos (Operita) se grabó inmediatamente después de los eventos del Luna Park, en el mismo octubre de 1972, en los estudios Phonalex.
El LP dura unos 32 minutos, y está dividido en cuatro partes, dos por lado: "Acústico I & II" (lado A) y "Acústico y electrónico I & II" (lado B), aunque en realidad la única canción propiamente dicha es "Tontos", un rock pesado y visceral cantado a dúo por Bond y el bajista Alejandro Medina, el cual explota recién sobre el final del álbum, mientras que todo lo precedente consta de ruidos inconexos, música experimental, improvisaciones y diálogos confusos en el estudio, o según lo explica Billy Bond:

«"Tontos" es el disco que muestra, primero el final de La Pesada, porque La Pesada se muere en ese año, en ese concierto y está escrito en el long play. Abrís la tapa y ¿qué es lo que queda? No queda nada, el rojo y el final de la historia, "colorín colorado el cuento se ha terminado", y la ficha técnica (...) Todo el disco se trata de como conseguimos hacer esa única música, porque nosotros ya no estábamos, es una tomada de conciencia, ya no estábamos para hacer un long play, estábamos ya al end de la estratosfera, ya nos habíamos ido a la mierda.» (Billy Bond)

Interpolados entre las distintas secuencias del disco aparecen fragmentos de "Buenos Aires madrugada", interpretada por Jorge Porcel y "Voces en la calle", interpretada por Pajarito Zaguri con La Barra de Chocolate, entre otros sonidos pregrabados incidentales, incluyendo un cantante de ópera y temas muzak no identificados o efectos de sonido varios.
La atmósfera del álbum fluctúa entre lo extravagante, lo tenso y lo sarcástico, con alusiones veladas a los desmanes del Luna Park, Juan Domingo Perón, la Guerra de Vietnam, el clero argentino, los grupos armados de izquierda o la "música complaciente".
Tras los incidentes de octubre, La Pesada se presentaría en el festival «B.A. Rock», en noviembre de 1972, dando fin a sus actuaciones en vivo, para separarse finalmente tras el siguiente álbum, Volumen 4, de 1973.
Al igual que los otros tres álbumes de Billy Bond y La Pesada, Tontos (Operita) no fue reeditado oficialmente en formato CD.

## Lista de canciones
- Autor: Alejandro Medina, Billy Bond, Claudio Gabis & Jorge Álvarez.

Lado A
1. "Acústico"
2. "Acústico 2"

Lado B
1. "Acústico y electrónico"
2. "Acústico y electrónico 2"

## Personal
- Billy Bond - voz, relator
- Alejandro Medina - bajo, guitarra, voz
- Claudio Gabis - guitarra, piano, armónica, voz, relator
- Jimmy Márquez - batería
- Isa Portugheis - batería, percusión
- Jorge Pinchevsky - relator